# Rhadinaea omiltemana
Rhadinaea omiltemana este o specie de șerpi din genul Rhadinaea, familia Colubridae, descrisă de Günther 1894. Conform Catalogue of Life specia Rhadinaea omiltemana nu are subspecii cunoscute.